# جاك كارسون
جاك كارسون (بالإنجليزية: Jack Carson)‏ (و. 1910 – 1963 م) هو ممثل، من كندا، توفي عن عمر يناهز 53 عاماً بسبب سرطان المعدة.

## التعليم
تعلم في كلية كارلتون.

## وصلات خارجية
- جاك كارسون على موقع IMDb (الإنجليزية)
- جاك كارسون على موقع ألو سيني (الفرنسية)
- جاك كارسون على موقع تيرنر كلاسيك موفيز (الإنجليزية)
- جاك كارسون على موقع أول موفي (الإنجليزية)
- جاك كارسون على موقع قاعدة بيانات برودواي على الإنترنت (الإنجليزية)
- جاك كارسون على موقع قاعدة بيانات الأفلام السويدية (السويدية)
- جاك كارسون على موقع إن إن دي بي (الإنجليزية)
- جاك كارسون على موقع ديسكوغز (الإنجليزية)
- جاك كارسون على موقع قاعدة بيانات الفيلم (الإنجليزية)
- جاك كارسون على موقع كينوبويسك (الروسية)